# Udgift
Udgift er et økonomisk begreb, som bruges som betegnelse for pengeværdien af en forpligtelse. Forpligtelser kan opstå på forskellig vis. Hvis en virksomhed kontakter en leverandør og bestiller en vare (et aktiv), vil forpligtelsen til at betale leverandøren i reglen opstå når varen leveres.
Udgiften registreres i reglen i købers regnskab, når denne modtager en faktura på købet (købstidspunktet). Ofte vil der på købstidspunktet ske en udbetaling (kontant betaling), men det behøver ikke at være tilfældet. I mange tilfælde giver leverandøren kunden kredit, dvs. at udbetalingen først sker et stykke tid efter levering. Det giver kunden mulighed for at sikre sig, at varen er modtaget og kvaliteten i orden inden han betaler. I andre tilfælde forlanger leverandøren forudbetaling, således at udbetalingen sker inden levering. Dette vil f.eks. være tilfældet ved e-handel eller hvis leverandøren er usikker på, om kunden kan eller vil betale for den leverede vare.